# 경민IT고등학교
경민IT고등학교(慶旼아이티高等學校)는 대한민국 경기도 의정부시 가능동에 있는 사립 고등학교이다.

## 학교 연혁
- 1967년 4월 23일 : 의정부시 가능동 산38번지 임야 62,930평 홍우준이 구입 기증
- 1968년 2월 10일 : 학교법인 경민학원 설립인가, 초대 이사장에 홍우준 취임
- 1970년 3월 10일 : 경기도 포천군 영복면 야미리 산 132번지 임야 562,290평 홍우준이 학교법인에 기증
- 1985년 1월 22일 : 경민 외국어학교 설립 인가(18학급)
- 1985년 3월 2일 : 경민 외국어학교 개교, 홍문종 교장서리 취임
- 1991년 8월 23일 : 경민 외국어 고등학교로 교명 변경(영어과 2, 일어과 2, 불어과 2, 중국어과 2)
- 1994년 8월 24일 : 경민 정보산업공업고등학교로 교명 변경 (전자계산기학과 3, 정보통신과 3, 디자인과 2)
- 2011년 3월 1일 : 경민IT고등학교로 교명 변경
- 2012년 6월 22일 : 경기도 교육청 지정 특성화고 승인
- 2012년 6월 25일 : 학과개편 승인(디자인과 2, 디지털미디어과 2, 정보통신과 2, 의료정보시스템과(신설) 2)
- 2017년 2월 : 제30회 졸업
- 2023년 3월 1일 : 김완수 교장 취임

## 설치 학과
- 정보통신과
- 디자인과
- 디지털미디어과
- 의료정보시스템과

## 참고 자료
- 경민IT고등학교 - 한국교육학술정보원 학교알리미